# Entrejambe
Chez les humains, l'entrejambe est le bas du bassin, la région du corps où les jambes rejoignent le torse, incluant l'aine et les organes génitaux .   

## Représentations dans les œuvres d'art
L'entrejambe humain est fréquemment représenté dans les œuvres d'art. Dans l'art paléolithique, les formes appelées tectiformes ou quadrilatères ont parfois été interprétées comme étant « des guides visuels rapides, des rappels à l'imagination » de l'entrejambe féminin, et ne représentent généralement pas les poils pubiens. 
Les statues classiques en marbre représentent des femmes sans poils pubiens ; en revanche, les statues d'hommes « montrent des poils pubiens bouclés ». 
Pendant une grande partie de l'histoire de l'art européen — jusqu'à la fin du XVIIe siècle — les références à l'entrejambe féminin ont été abordées d'en haut : « L'art figurait généralement la vulve comme un point au bas du ventre plutôt que comme le point de rencontre au sommet des cuisses. »
Les art-thérapeutes ont remarqué la présence récurrente d'une « zone de forme triangulaire, évoquant la forme d'une vulve, dans les dessins des victimes de viol ou abus sexuel ».

## Habillement

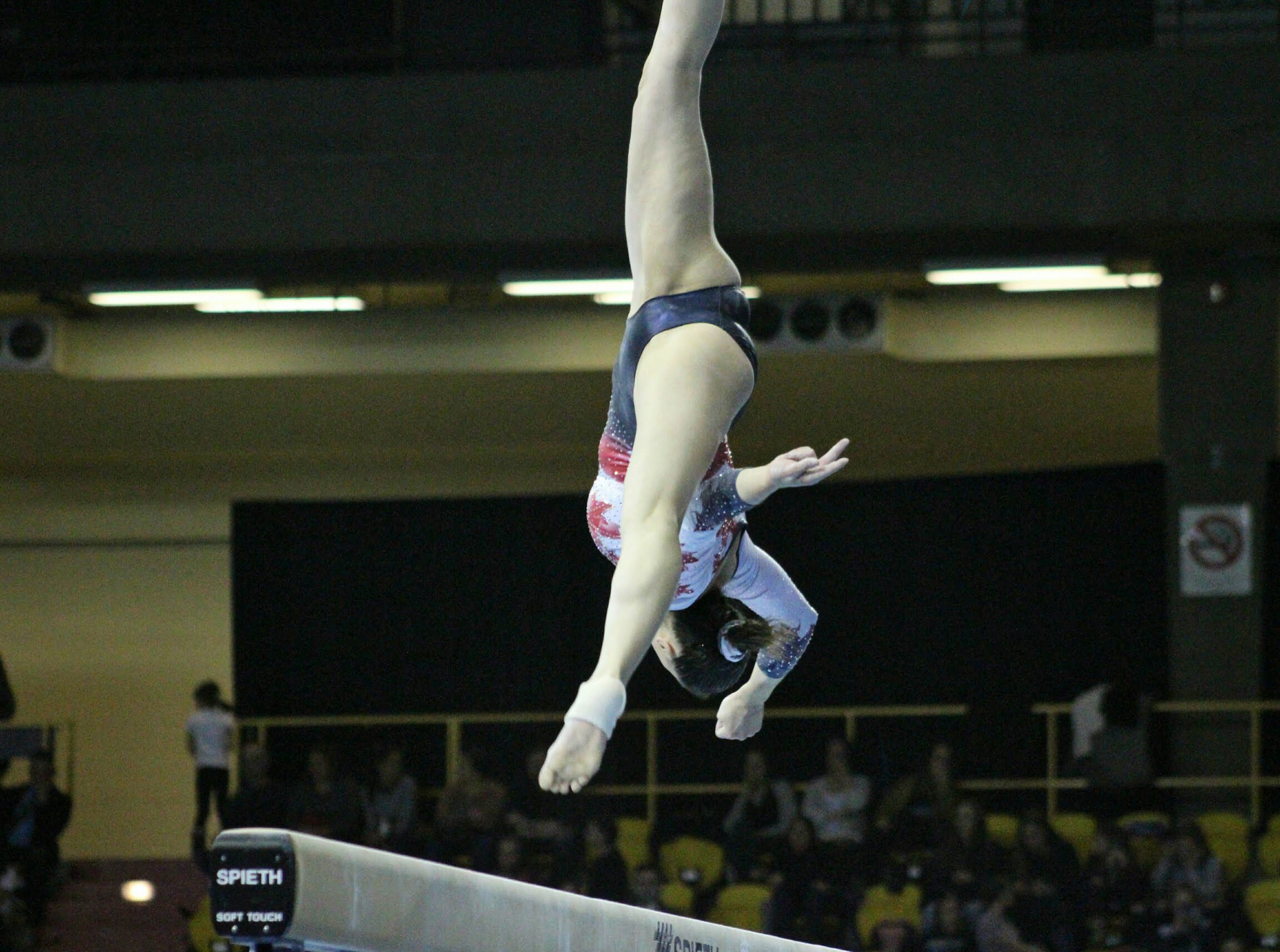
Entrejambe d'un gymnaste.

En matière d'habillement, l'entrejambe est la zone des pantalons, shorts, leggings, etc., où les jambes se rejoignent. Une coupe ample ou flottante au niveau de l'entrejambe est souvent associée à une attitude informelle et décontractée en matière d'habillement. 
Les vêtements moulants à l'entrejambe, laissant transparaître l'esquisse des organes génitaux, peuvent donner lieu à l'emploi d'expressions argotiques anglophones pittoresques, telles que « camel toe » pour les femmes (littéralement « orteil de chameau », en référence à l'aspect de la fente vulvaire séparant les grandes lèvres), ou « moose knuckle » pour les hommes (littéralement « articulation digitale d'orignal », en référence à la protubérance du pénis et des testicules) ; en français on emploie plus prosaïquement l'expression « moule-bite ».

## Considérations médicales
Une pression constrictive prolongée de l'entrejambe sur les organes génitaux masculins peut augmenter la probabilité de détumescence. 